# Gauss (Radsportteam)
Gauss war ein Radsportteam im Frauenradsport mit Sitz in Brescia (Italien). Es wurde mit Ablauf der Straßenradsport-Saison 2011 aufgelöst.
Geleitet wurde das Team von Lacquaniti Fortunato, der im Jahr 2012 die Leitung des Faren Honda Teams übernahm. Die wohl bekannteste Fahrerin des Teams war im Jahr 2010 Giorgia Bronzini, die in diesem Jahr auch ihren ersten Titel als Straßenweltmeisterin errang.
Der Namenssponsor Gauss, ein Hersteller von magnetischen Fertigungselementen, wurde ab dem Jahr 2012 Co-Sponsor des Teams MCipollini Giambenini, hierbei wurde von einer Fusion der beiden Teams gesprochen.

## Platzierungen in UCI-Ranglisten
2009
- 17. Rad-Weltcup der Frauen (Einzel: 27. Julia Martisova)
- 14. UCI-Weltrangliste (Einzel: 39. Julia Martisova)

2010
- 9. Rad-Weltcup der Frauen (Einzel: 15. Martine Bras, 16. Giorgia Bronzini)
- 5. UCI-Weltrangliste (Einzel: 8. Giorgia Bronzini)

2011
- 11. Rad-Weltcup der Frauen (Einzel: 10. Tatjana Antoschina)
- 8. UCI-Weltrangliste (Einzel: 11. Tatjana Antoschina)